# 헬무트 발햐
헬무트 발햐(독일어: Helmut Walcha, 1907년 10월 27일 ~ 1991년 8월 11일)는 독일의 오르가니스트, 하프시코디스트이자 작곡가이다. 네덜란드와 독일의 바로크 음악을 연주했으며 요한 제바스티안 바흐의 오르간 전곡을 녹음한 것으로 유명하다.
중후한 독일 오르간음악의 전통을 가장 정통적으로 연주하는 오르가니스트이다. 독학으로 오르간을 학습하여 라이프치히 음악원에 13세에 입학한다. 그러나 19세에 천연두 백신의 부작용으로 실명한다. 따라서 그의 음악적인 진보와 완성은 모두 빛을 잃은 뒤, 그의 재능 위에 혼신의 노력을 쌓아올린 것이라고 할 수 있다. 1938년, 프랑크푸르트 음악원 교회음악과의 교수가 되었고, 1946년부터 그 곳의 3왕교회의 오르가니스트로 부임한다. 그는 각 성부의 하나하나를 다 외고, 그것들을 모아 합쳐서 전곡을 완전히 암기함으로써 연주를 하였다. 25세 때 그는 바흐의 오르간곡 전곡의 암기를 결심하고, 40세 때 뜻을 이루었다. 연주는 그야말로 엄밀하기가 짝이 없으며, 견고한 통일성에 의해서 진행된다는 평가를 받는다. 독일 바로크 음악의 엄격함을 그이만큼 완벽하게 표현하고 있는 오르가니스트는 드물다.